# アンドレ・ヘンニッケ
アンドレ・ヘンニッケ（André Hennicke、 1958年9月21日 - ）は、ドイツの俳優・脚本家・映画監督・映画プロデューサー。
Hennickeはヘンニックまたはヘイニックと表記されることもある。

## 略歴
旧東ドイツ・ザクセン州のヨハンゲオルゲンシュタット生まれ。警官や軍人など冷静かつ非情な役回りが似合う性格俳優として知られ、数多くのテレビドラマや映画に出演している。俳優業のみならず、ティル・シュヴァイガーが主演した『ノッキン・オン・ヘブンズ・ドア』（1997年）では出演のほかプロデューサーを務めている。
『ヒトラー 〜最期の12日間〜』のヴィルヘルム・モーンケ役によって世界的に広く知られるようになった。他に『白バラの祈り ゾフィー・ショル、最期の日々』ではローラント・フライスラーを演じるなど、ナチス・ドイツの人物を演じる事が多い。

## 主な作品
| 公開年    | 邦題 原題                                                                  | 役名                           | 備考                                                             |
| --------- | -------------------------------------------------------------------------- | ------------------------------ | ---------------------------------------------------------------- |
| 1997      | ノッキン・オン・ヘブンズ・ドア Knockin' on Heaven's Door                   | -                              | 製作のみ                                                         |
| 2000      | サバイバル・ゲーム Falling Rocks                                           | アレックス                     |                                                                  |
| 2001      | 9000マイルの約束 So weit die Füße tragen                                   | バウクネヒト                   |                                                                  |
| 2001      | クラッシュランディング Check-in to Disaster                                | Mueller                        | テレビ映画                                                       |
| 2004      | ヒトラー 〜最期の12日間〜 Der Untergang                                    | ヴィルヘルム・モーンケ         |                                                                  |
| 2005      | 白バラの祈り ゾフィー・ショル、最期の日々 Sophie Scholl - Die letzten Tage | ローラント・フライスラー裁判官 |                                                                  |
| 2005      | ANTIBODIES -アンチボディ- 死への駆け引き Antikörper                        | ガブリエル                     |                                                                  |
| 2005      | ヒトラーの建築家〜 アルベルト・シュペーア Speer und er                     | ルドルフ・ヘス                 | テレビ・ミニシリーズ                                             |
| 2006      | パニック・エスケープ Verschleppt - Kein Weg zurück                         | Dietmar Kreuzer                | テレビ映画                                                       |
| 2007      | コッポラの胡蝶の夢 Youth Without Youth                                     | ルードルフ博士                 |                                                                  |
| 2007      | アドベンチャーズ Das Wunder von Berlin                                     | ハインリッヒ・ウォルフ         | テレビ映画                                                       |
| 2007-2008 | GSG-9 対テロ特殊部隊 GSG 9 - Die Elite Einheit                             | トーマス・アンホフ             | テレビシリーズ、26エピソードに出演                               |
| 2009      | パンドラム Pandorum                                                        | ハンターのリーダー             |                                                                  |
| 2009      | エアポート2010 Faktor 8 - Der Tag ist gekommen                             | ピーター                       | テレビ映画                                                       |
| 2010      | アウトバーンコップ Alarm für Cobra 11 - Die Autobahnpolizei                | Konstantin Aigner              | テレビシリーズ、1エピソードに出演                                |
| 2011      | 危険なメソッド A Dangerous Method                                          | オイゲン・ブロイラー教授       |                                                                  |
| 2011      | ルーム 205 205 - Zimmer der Angst                                          | Kommissar Urban                |                                                                  |
| 2014      | 夏をゆく人々 Le meraviglie                                                 | アドリアン                     |                                                                  |
| 2015      | ヴィクトリア Victoria                                                      | アンディ                       |                                                                  |
| 2017      | EXO <エクソ:地球外侵略者> Sum1                                             | MAC（7Q7）                     | 「未体験ゾーンの映画たち2017」での上映タイトルは『EXO -エクソ-』 |